# 89 aC
L'any 89 aC va ser un any del calendari romà prejulià. En aquell temps, era conegut com a any del consolat d'Estrabó i Cató  (o, més rarament, any 665 ab urbe condita o de la fundació de la ciutat). L'ús del nom «89 aC» per referir-se a aquest any es remunta a l'alta edat mitjana, quan el sistema Anno Domini va ser el mètode de numeració dels anys més comú a Europa.

## Esdeveniments

### Bitínia
- Nicomedes IV Filopàtor, destronat pel seu germà Sòcrates el Bo, recupera el tron de Bitínia amb l'ajuda de Roma, que hi envia Luci Cassi i Mani Aquil·li el Jove.[2]

### República Romana
- Gneu Pompeu Estrabó i Luci Porci Cató són elegits cònsols en plena guerra social.[3]
- Estrabó derrota els italians tot just nomenat cònsol quan anaven en ajut d'Etrúria. Obté altres victòries sobre els marsis, els marrucins i els vestins. Finalment conquereix Asculum i sotmet als picentins. A finals d'any entra a Roma on celebra un triomf. Abans d'acabar el consolat fa aprovar la llei Pompeia de civitate que dona als gals de la Transpadana el drets de ciutadania llatina.[3]
- El senat adjudica a Porci Cató el comandament d'unes tropes per aturar els marsos, que assetjaven Alba Fucens, una colònia romana. Mor en un combat menor contra els marsos prop del llac Fucin, després d'haver-los derrotat en la batalla.[4]
- Sul·la conquereix la ciutat d'Estàbia i la destrueix.[5]
- Luci Cluenci derrota Sul·la a la rodalia de Pompeia, però després  Sul·la el derrota. Cluenci perd trenta mil homes en la fugida cap a Nola i vint mil més moren davant els murs d'aquesta ciutat quan els habitants només obren una porta per por que Sul·la entri si se'n obrien més. Cluenci mor davant de Nola.[6]
- Els tribuns de la plebs Marc Plauci Silvà i Gai Papiri Carbó proposen la llei Plautia Papiria, que disposa de concedir la ciutadania romana als inscrits en les ciutats federades i als domiciliats a Itàlia si en seixanta dies es presenten davant del pretor.[7]

## Necrològiques
- Marc Emili Escaure, magistrat romà, data aproximada, ja que l'any següent (88 aC) la seva viuda, Cecília Metel·la es casarà amb Sul·la.[8]
- Tit Didi, magistrat romà, en una batalla de la guerra social a la primavera d'aquest any.[6]
- Aulus Postumi Albí, nomenat pretor per dirigir la flota romana a la guerra social, és assassinat pels seus propis soldats amb l'acusació de què preparava una traïció, però en realitat pel tracte cruel que els donava. Sul·la, llegat del cònsol Luci Porci Cató uneix aquestes tropes a les seves, però no les castiga.[4]